# 斯克爾默斯代爾聯足球會
斯克爾默斯代爾聯足球會（Skelmersdale United F.C.）是一支位於英格蘭布莱斯的職業足球會，目前於英格蘭西北郡足球聯賽超聯組角逐。

## 外部連結
- The Club's Official Website （页面存档备份，存于）
- Pitchero （页面存档备份，存于）